# Rochester Flash
O Rochester Flash foi um clube americano de futebol com sede em Rochester, Nova York, que era membro da American Soccer League.

## História
Em 1981, o Rochester Flash entrou para a American Soccer League, jogando seus jogos em casa no Holleder Memorial Stadium . Em 1983, o time entrou em um hiato, mas voltou em 1984 como membro da recém-formada United Soccer League.